# Кайседо Синистерра, Джессика Паола
Джессика Паола Кайседо Синистерра (исп. Jessica Paola Caicedo Sinisterra; род. 13 октября 1994, Пальмира, Валье-дель-Каука) — колумбийская боксёрша. Призёр чемпионата мира 2018 года. Победитель Панамериканского чемпионата 2017 года. Член сборной Колумбии по боксу.

## Карьера
На международных соревнованиях по боксу выступает с 2013 года.
Победительница национального чемпионата Колумбии в весовой категории до 69 кг (2016 год).
В 2017 году в Гондурасе, на Панамериканском чемпионате по боксу, завоевала золотую медаль в весовой категории до 81 кг.
На 10-м чемпионате мира по боксу среди женщин в Индии, в финале, 24 ноября 2018 года, колумбийская спортсменка встретилась с китайской спортсменкой Ван Лина, уступила ей и завершила выступление на втором итоговом месте, завоевав серебряную медаль.